# دن مافی ۱۸۴۲۶
سیارک ۱۸۴۲۶ (به انگلیسی: 18426 Maffei، نامگذاری:1993YN2) هجده هزار و چهارصد و بیست و ششمین سیارک کشف شده‌است که در ۱۸ دسامبر ۱۹۹۳ کشف شد.
قدر مطلق سیارک برابر ۱۰.۲ است.